# Falco Nero (capo indiano)
Falco Nero o Ma-ka-tai-me-she-kia-kiak (Rock Island, 1767 – Contea di Davis, 3 ottobre 1838) è stato un capo guerriero dei nativi americani Sauk, stanziati in quello che oggi è il Midwest degli Stati Uniti d'America.
Non era un capo per diritto ereditario. Falco Nero si guadagnò lo status di capo guerriero per quanto fatto sul campo: guidò razzie e guerre fin da giovane, ed un gruppo di guerrieri Sauk durante la guerra di Falco Nero del 1832.
Durante la guerra anglo-americana Falco Nero combatté a fianco del Regno Unito contro gli Stati Uniti d'America, nella speranza di cacciare i coloni dal territorio Sauk. In seguito guidò un gruppo di guerrieri Sauk e Fox noti come British Band contro i coloni europeo-americani dell'Illinois e dell'attuale Wisconsin, portando nel 1832 alla guerra che prende da lui il nome. Dopo la guerra fu catturato dagli statunitensi e portato ad est. Assieme ad altri capi guerrieri fu portato in giro ed esposto in numerose città.
Poco dopo essere stato rilasciato, Falco Nero raccontò la propria storia ad un interprete; aiutato da un giornalista, nel 1833 pubblicò Autobiography of Ma-Ka-Tai-Me-She-Kia-Kiak, or Black Hawk, Embracing the Traditions of his Nation... a Cincinnati (Ohio). Fu la prima autobiografia di un nativo pubblicata negli Stati Uniti, e divenne un best seller venendo ristampato numerose volte. Falco Nero morì nel 1838 (all'età di 70 o 71 anni) nell'attuale Iowa sudorientale.

## Biografia

### Gioventù
Falco Nero, o Sparviero Nero (Sauk: Ma-ka-tai-me-she-kia-kiak [Mahkate:wi-meši-ke:hke:hkwa], "essere un grande falco nero") nacque nel 1767 in un villaggio di Saukenuk sul fiume Rock River (attuale Rock Island, Illinois). Il padre di Falco Nero, Pyesa, era il guaritore della tribù dei Sauk. I Sauk usavano il villaggio in estate per la raccolta del grano e come sito funerario. In inverno attraversavano il Mississippi per raggiungere l'odierno Iowa in previsione delle cacce invernali.
Si conosce poco della gioventù di Falco Nero. Si dice che fosse un discendente di Nanamakee (Tuono), un capo Sauk che, secondo la tradizione, incontrò uno dei primi esploratori francesi, forse Samuel de Champlain. All'età di 15 anni Falco Nero accompagnò il padre Pyesa durante una razzia contro gli Osage. Si guadagnò rispetto uccidendo e privando dello scalpo il suo primo nemico. Il giovane Falco Nero cercò di diventare un capo guerriero guidando altre razzie. Ebbe un successo limitato finché, a 19 anni, guidò 200 uomini contro gli Osage uccidendo personalmente cinque uomini ed una donna. Poco dopo si unì al padre in un assalto ai Cherokee lungo il fiume Meramec in Missouri. Dopo la morte di Pyesa a causa delle ferite ricevute in battaglia, Falco Nero ereditò il materiale medico del padre, il che gli valse un importante ruolo nella tribù.

### Capo guerriero
Dopo un lungo periodo di lutto in onore del padre, Falco Nero riprese il comando dei gruppi d'assalto negli anni seguenti, solitamente contro il tradizionale nemico Osage. Falco Nero non apparteneva ad un clan che prevedeva l'ereditarietà dei titoli. Raggiunse il suo status tramite quanto fatto da guerriero. Gli uomini come Falco Nero sono a volte chiamati "capi guerrieri", ma lo storico Patrick Jung scrive: "è più preciso chiamarli 'leader guerrieri' dato che la natura del loro incarico ed il potere che ricoprivano erano diversi da quelli dei capi indiani". Storici del XX secolo come John W. Hall hanno ipotizzato che "capitani di guerra" fosse il termine più corretto.

### Guerra del 1812

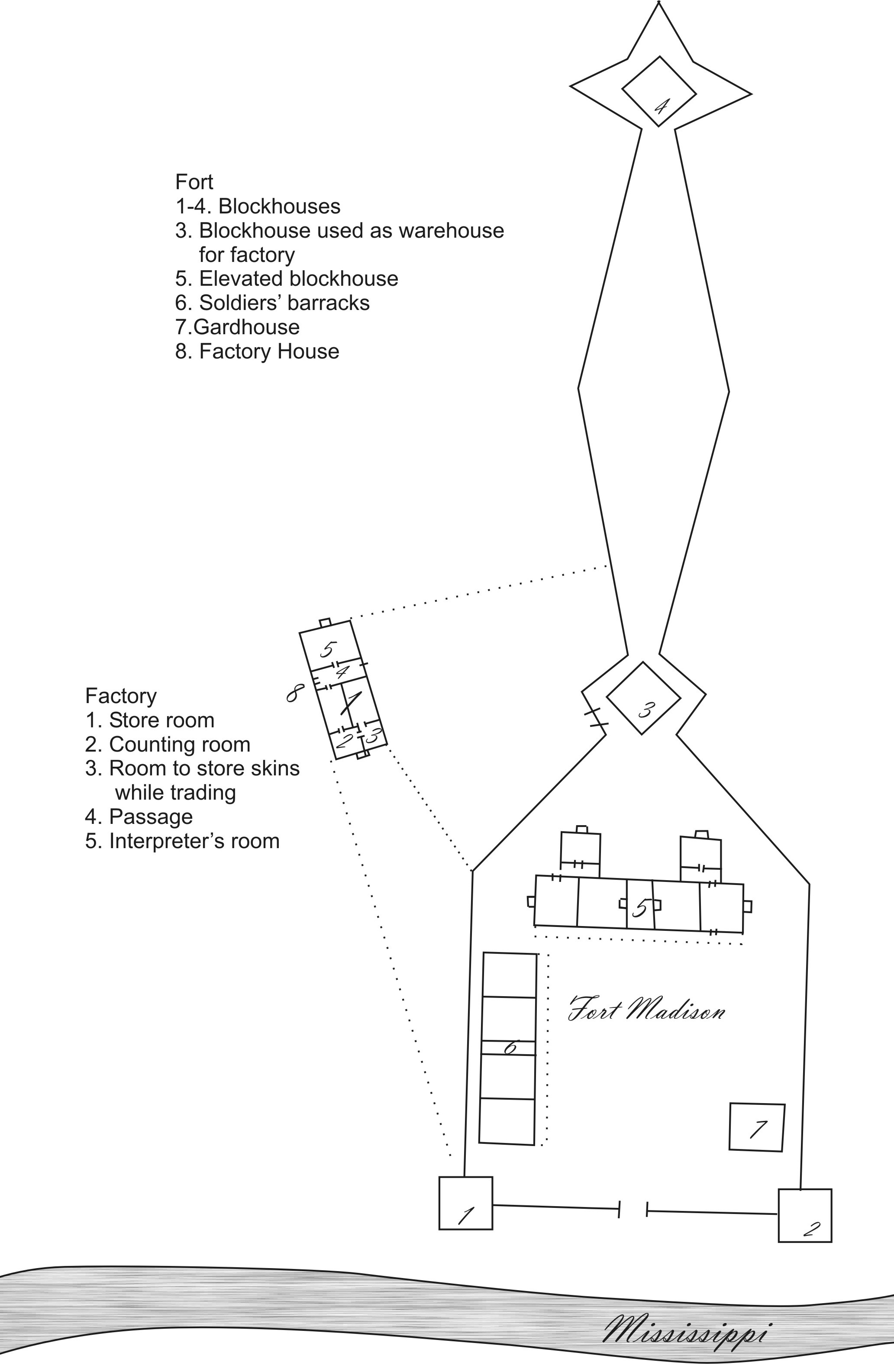
Piani dell'originale Fort Madison, 1810. Falco Nero partecipò agli assedi del 1809 e del 1812. La fortezza cadde in mano agli anglo-indiani nel 1813.

Durante la guerra anglo-americana Falco Nero, ormai quarantacinquenne, fu a capo di un gruppo di Sauk del villaggio di Saukenuk che contava circa 200 guerrieri. Sosteneva l'invalidità del trattato di Saint Louis di Quashquame (1804) firmato da Sauk-Fox e dall'allora governatore William Henry Harrison del territorio dell'Indiana che aveva ceduto il territorio, compresa Saukenuk, agli Stati Uniti d'America. Sauk e Fox prendevano decisioni in base al consenso, ed i rappresentanti presentatisi di fronte al governo per cedere il terreno non ne avevano il diritto. Falco Nero partecipò alle schermaglie contro gli Stati Uniti presso il neonato Fort Madison nel cuore della terra contesa. Fu la prima volta che combatté direttamente contro l'esercito statunitense.
Durante la guerra anglo-americana la Gran Bretagna e le sue colonie nell'odierno Canada affrontarono gli Stati Uniti, e le principali battaglie furono combattute nella regione dei Grandi Laghi. I britannici dipesero dall'alleanza con i nativi per portare avanti la guerra, dato che loro erano occupati in Europa con Napoleone Bonaparte. Il colonnello Robert Dickson, commerciante di pelli britannico, ammassò un considerevole gruppo di nativi a Green Bay per sostenere le operazioni britanniche. Molti erano Potawatomi, Ho-Chunk, Kickapoo e Odawa. Anche Falco Nero ed i suoi circa 200 uomini fecero parte del gruppo.
Dickson promosse Falco Nero al grado di generale di brigata, al comando di tutti i nativi di Green Bay, e gli fornì una bandiera di seta, una medaglia ed un certificato scritto di buona condotta ed alleanza con i britannici. Il capo guerriero conservò il certificato per 20 anni. Fu trovato dagli statunitensi dopo la battaglia di Bad Axe, assieme ad una bandiera simile a quella datagli da Dickson.
Nel corso della guerra Falco Nero ed i nativi combatterono numerosi scontri con il maggior generale Henry Procter sulle rive del Lago Erie. Falco Nero fu alla battaglia di Frenchtown, a Fort Meigs ed a Fort Stephenson. Gli Stati Uniti respinsero britannici e nativi guidati da Tecumseh, provocandogli numerose perdite.
Falco Nero era disperato per le molte vite perse a causa dei metodi europei; poco dopo abbandonò la guerra e fece ritorno a casa. Tornato a Saukenuk scoprì che il rivale Keokuk era diventato capo guerriero della tribù. Falco Nero si unì di nuovo ai britannici verso la fine della guerra, combattendo le campagne lungo il Mississippi e nei pressi del territorio dell'Illinois. Nella battaglia di Credit Island e pressando gli statunitensi a Fort Johnson, Falco Nero aiutò a cacciare gli americani dall'alta valle del Mississippi.
Falco Nero combatté la battaglia di Sink Hole (maggio 1815) comandando un'imboscata ad un gruppo di ranger del Missouri. Il resoconto della battaglia fu stilato dal capo del gruppo del Missouri John Shaw e da Falco Nero.
Dopo la fine della guerra Falco Nero firmò un trattato di pace nel maggio 1816 che confermava il contenuto del trattato del 1804. In seguito disse di non essere a conoscenza di questo trattato.

### Guerra di Falco Nero

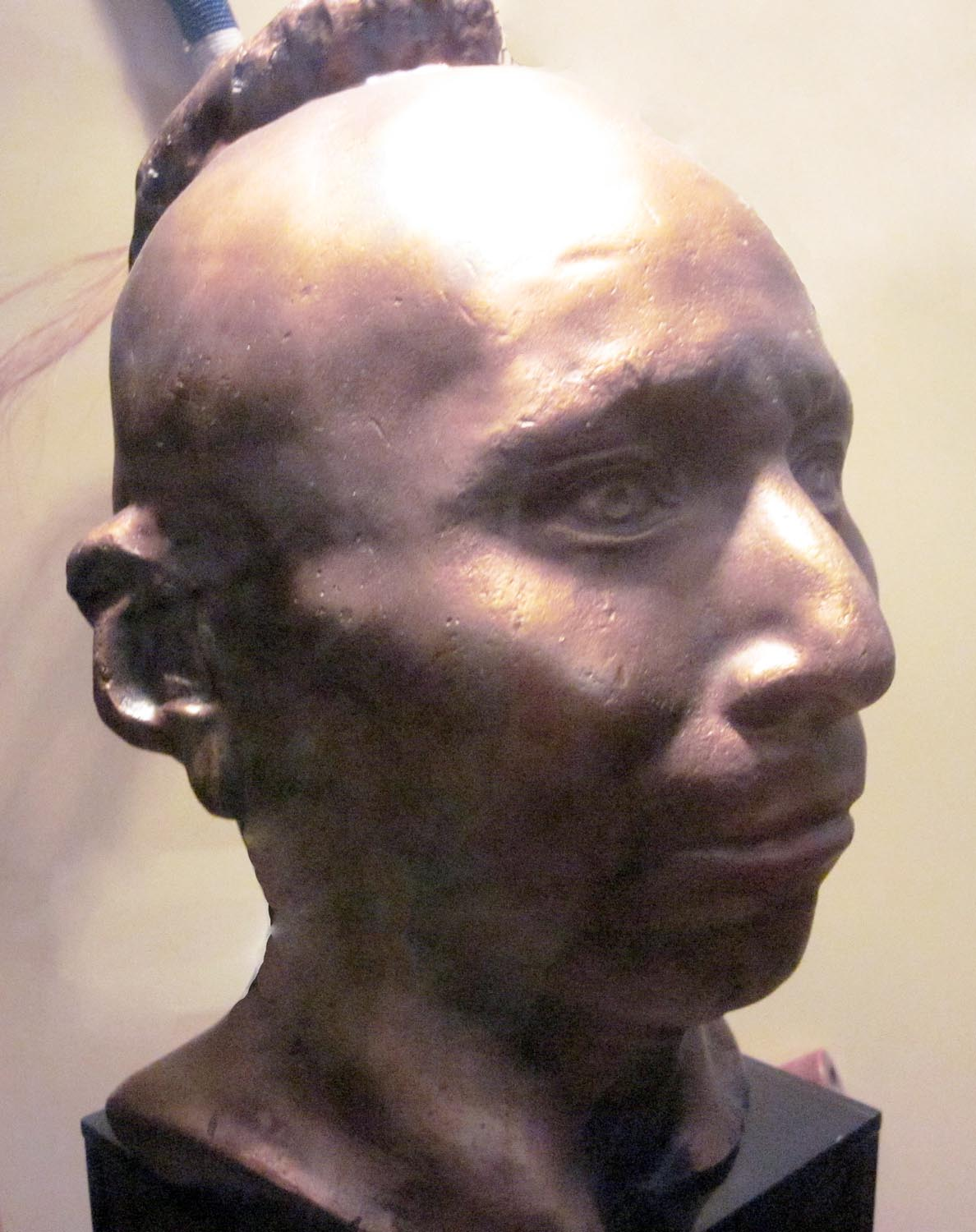
Calco in gesso della testa di Falco Nero, circa 1830, esposto presso il Black Hawk State Historic Site.

Secondo il trattato del 1804 Sauk e Fox avevano ceduto le loro terre in Illinois, e nel 1828 furono spostati ad ovest del Mississippi. Falco Nero ed altri membri delle tribù negavano la validità del trattato. Infuriato dalla perdita della terra natale, tra il 1830 ed il 1831 Falco Nero guidò alcune incursioni oltre il Mississippi in Illinois. Ogni volta fu convinto a tornare ad ovest senza spargimenti di sangue.
Nell'aprile del 1832, incoraggiato dalla promessa di un'alleanza con altre tribù e con i britannici, portò la propria "British Band" di oltre 1 500 persone, sia guerrieri che non, in Illinois. Non trovando alleati cercò di tornare nello Iowa, ma le indisciplinate milizie dell'Illinois provocarono l'attacco e la battaglia di Stillman's Run. Seguirono molti altri scontri violenti. I governatori di Michigan ed Illinois mobilitarono le proprie milizie per dare la caccia alla banda di Falco Nero. Il conflitto divenne famoso col nome di guerra di Falco Nero.
Quando Falco Nero entrò in Illinois ad aprile, la sua British Band era composta di circa 500 guerrieri e 1 000 uomini anziani, donne e bambini. Il gruppo comprendeva membri Sauk, Fox e Kickapoo. Attraversarono il fiume nei pressi della foce dell'Iowa e seguirono il corso del Rock River verso nordest. Lungo la strada oltrepassarono le rovine di Saukenuk e si diressero al villaggio del profeta degli Ho-Chunk Nuvola Bianca.
Con il prosieguo della guerra gruppi di altre tribù si unirono a Falco Nero, o cercarono di farlo. Altri nativi e coloni praticarono violenze personali approfittando del caos della guerra. In un caso una banda di ostili Ho-Chunk intenzionati ad unirsi a Falco Nero attaccò ed uccise il gruppo di Felix Saint Vrain in quello che gli americani chiamano massacro di Saint Vrain. Questa azione fu un'eccezione dato che molti Ho-Chunk si schierarono con gli statunitensi nel corso della guerra di Falco Nero. I guerrieri che assaltarono Saint Vrain agivano in modo indipendente dagli altri Ho-Chunk. Tra aprile ed agosto anche i guerrieri Potawatomi si unirono a Falco Nero.
La guerra durò da aprile ad agosto del 1832, con numerose battaglie, schermaglie e massacri su entrambi i lati. Quando le milizie di Illinois e Michigan incrociarono Falco Nero dopo la battaglia Wisconsin Heights, diedero vita allo scontro finale di Bad Axe. Alla foce del Bad Axe i soldati lanciati all'inseguimento, gli alleati indiani ed una cannoniera statunitense uccisero centinaia di Sauk e Potawatomi, con donne e bambini. Il 27 agosto 1832 Falco Nero e Wabokieshiek si arresero a Prairie du Chien all'agente indiano Joseph Street.

### Giro dell'est

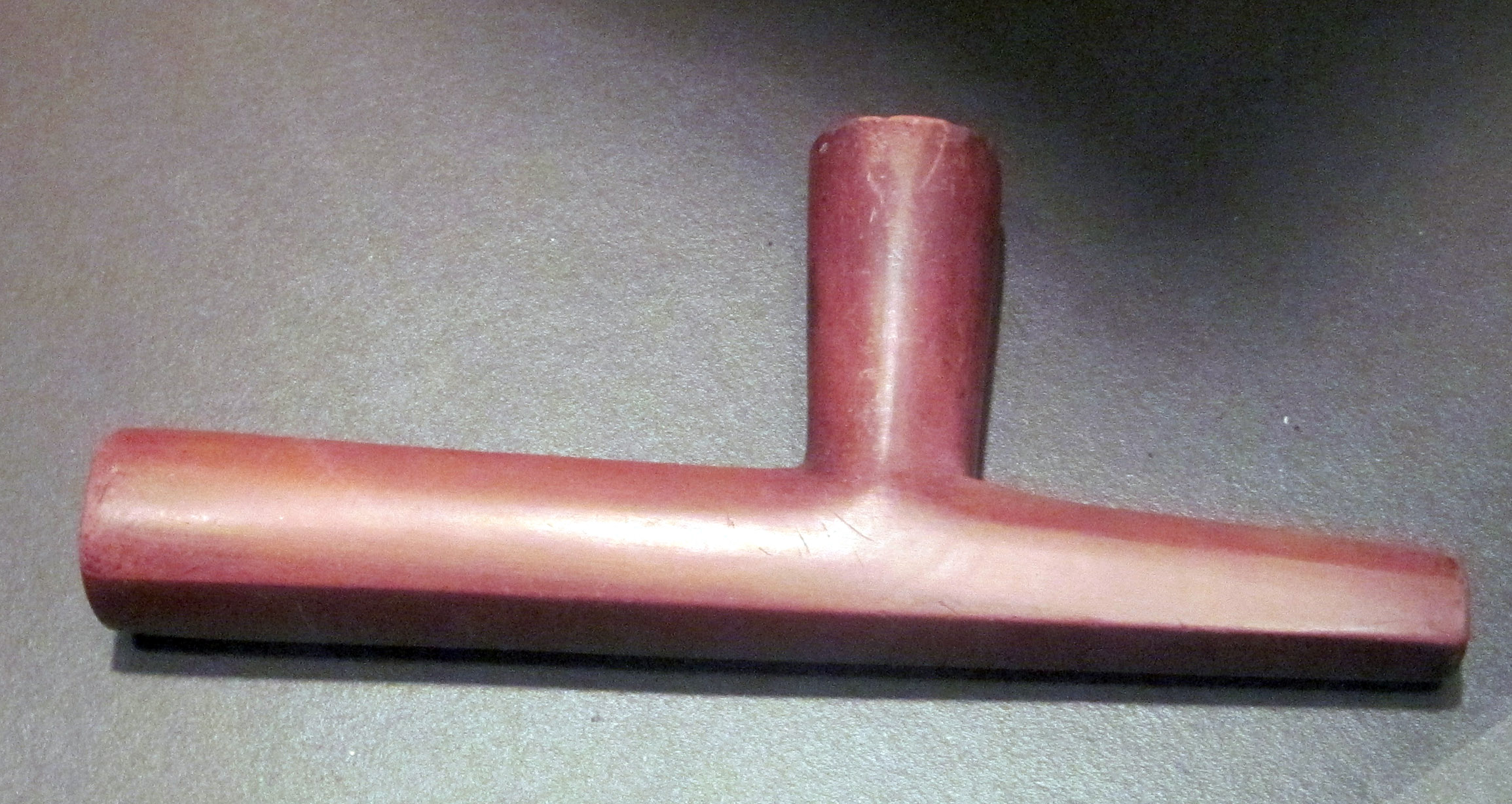
Il calumet (o "pipa della pace") usata da Falco Nero, in mostra presso il Black Hawk State Historic Site.

Dopo la guerra, con molti degli uomini di Falco Nero uccisi, ed il resto catturati o dispersi, lo sconfitto Falco Nero fu tenuto prigioniero presso le Jefferson Barracks di Saint Louis (Missouri) con Neapope, Nuvola Bianca ed altri otto capi. Dopo otto mesi, nell'aprile 1833 furono portati ad est su ordine del presidente Andrew Jackson. Gli uomini furono trasportati su barche, carri e treni ed incontrarono enormi folle in ogni posto. Jackson voleva impressionarli mostrandogli la forza degli Stati Uniti. Giunti a Washington incontrarono Jackson ed il segretario alla guerra Lewis Cass. In seguito furono portati alla destinazione finale, la prigione di Fort Monroe a Norfolk, in Virginia. Furono tenuti lì solo poche settimane, durante le quali posarono per ritratti eseguiti da diversi artisti.
Il 5 giugno 1833 furono mandati ad ovest su una nave in un giro che li vide attraversare molte grandi città. Riscossero successo ovunque, e grandi folle li attesero a Baltimora, Filadelfia e New York, . Ad ovest, nei pressi dei siti storici delle battaglie, l'accoglienza fu molto diversa. Ad esempio a Detroit la folla bruciò ed appese effigi dei prigionieri.

### Prima autobiografia di un nativo americano
Verso la fine della prigionia nel 1833, Falco Nero raccontò la propria vita ad Antoine LeClaire, un interprete governativo. Edita dal giornalista locale J.B. Patterson, la storia di Falco Nero fu la prima autobiografia di un nativo americano pubblicata negli Stati Uniti. La Autobiography of Ma-Ka-Tai-Me-She-Kia-Kiak, or Black Hawk, Embracing the Traditions of his Nation, Various Wars In Which He Has Been Engaged, and His Account of the Cause and General History of the Black Hawk War of 1832, His Surrender, and Travels Through the United States. Also Life, Death and Burial of the Old Chief, Together with a History of the Black Hawk War fu pubblicata nel 1833 a Cincinnati, Ohio. Il libro divenne subito un best seller e fu ripubblicato numerose volte.

### Storia da capo Sauk

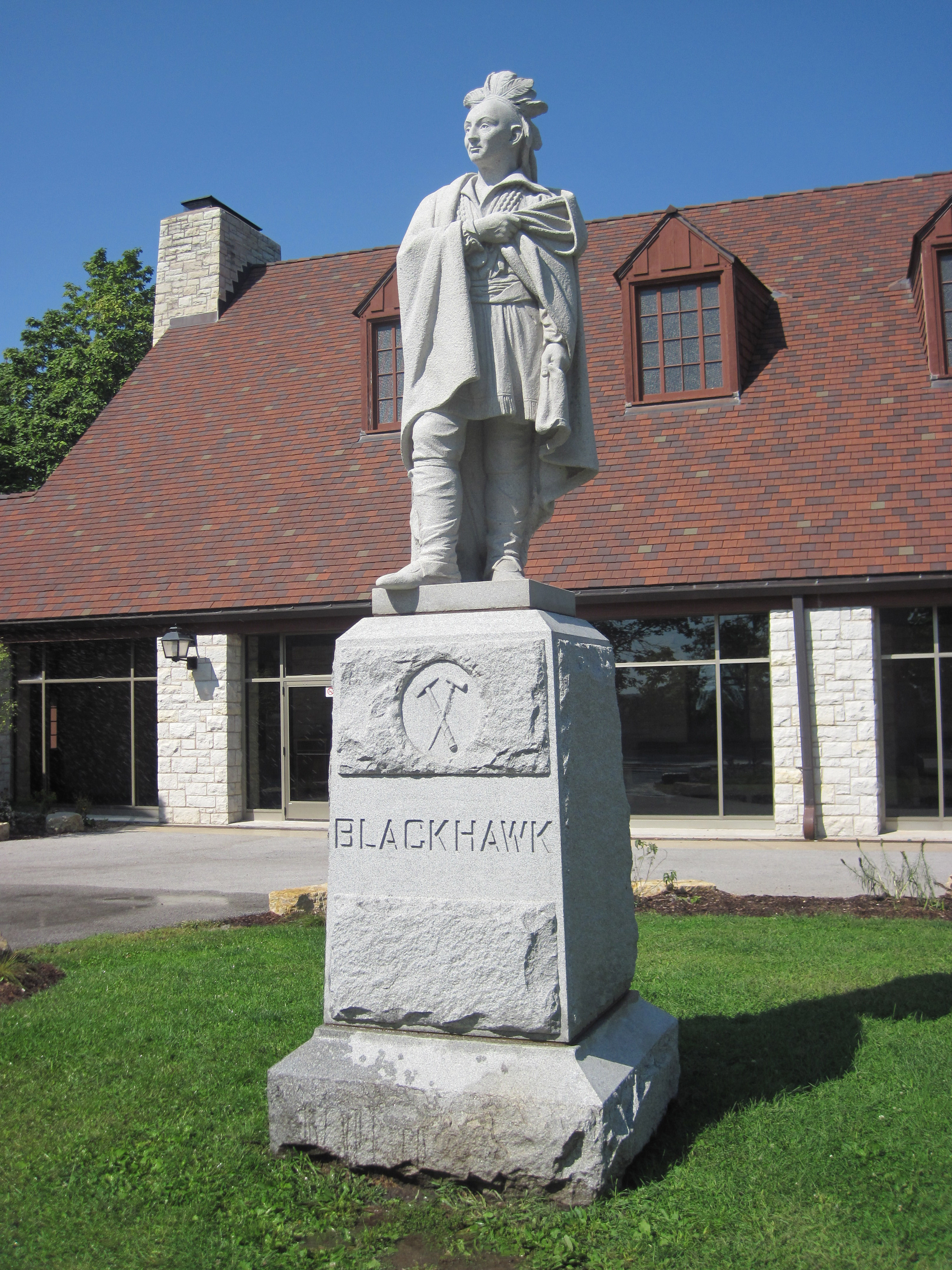
Statua di Falco Nero, Black Hawk State Historic Site, opera di David Richards

Nonostante non fosse un capo ereditario, Falco Nero giocò un ruolo importante nella comunità Sauk. Quando Quashquame cedette buona parte della terra natale Sauk nel 1804 agli Stati Uniti, compreso l'importante villaggio Saukenuk, giudicò l'atto nullo. Falco Nero scrisse nella propria autobiografia:

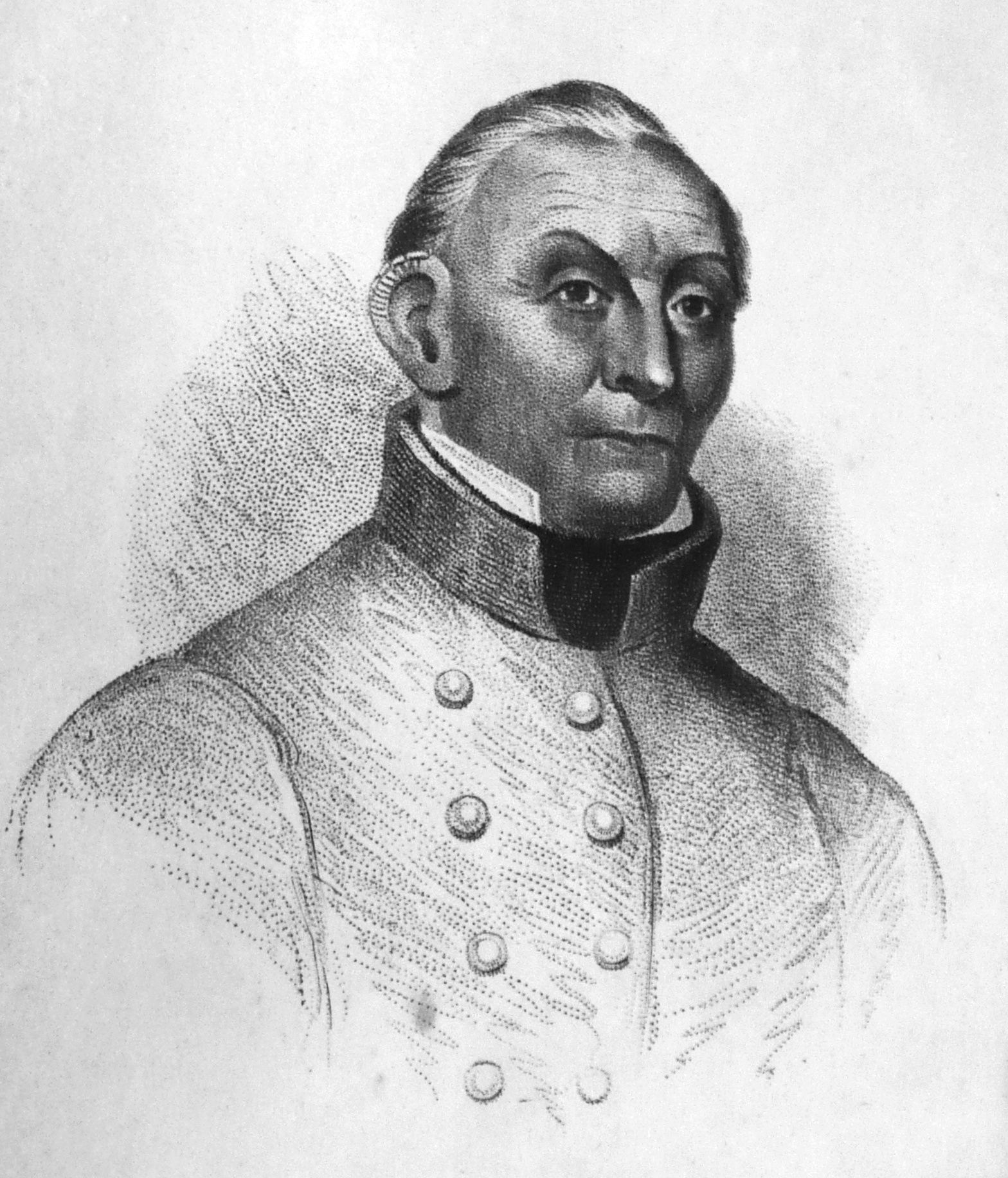
Falco Nero

A causa del ruolo giocato nella disputa del trattato del 1804, la tribù ridusse il sostegno a Quashquame e lo rese un capo minore. "Quasquawma, era un tempo il capo della tribù, ma essendo stato truffato, come sostengono gli indiani, fu degradato ed il suo genero Taimah fu eletto al suo posto". Nonostante Quashquame e Falco Nero fossero in disaccordo, il giovane non contestò direttamente le scelte del capo. Rimasero apparentemente in buoni rapporti mentre Falco Nero guadagnava importanza e Quashquame la perdeva. Quashquame evitò il confronto con gli Stati Uniti, a differenza di Falco Nero. Dopo che Falco Nero guidò un fallimentare tentativo di conquistare Fort Madison nella primavera del 1809, Quashquame lavorò per riottenere relazioni pacifiche con gli statunitensi già il giorno seguente.
Quashquame disse al generale William Clark in un incontro del 1810 o del 1811:
()
Nel corso della guerra anglo-americana gli Stati Uniti consideravano Quashquame come leale, o perlomeno neutrale. Sapevano che Falco Nero aveva guidato i guerrieri Sauk al fianco dei britannici. Quashquame portò tutti i Sauk non-combattenti nel corso della guerra a Saint Louis. Falco Nero lo considerava una sistemazione ideale:
Nel corso della guerra si sviluppò una spaccatura tra i Sauk. Nel 1815 Quashquame fece parte di un'ampia delegazione che firmò un trattato che confermava la divisione dei Sauk lungo il fiume Missouri e quelli lungo il Rock River a Saukenuk. Il gruppo di Rock River fu comunemente noto come British Band; i loro guerrieri erano il nucleo dei Sauk che parteciparono alla guerra di Falco Nero. Attorno al 1824 Quashquame vendette un grande villaggio Sauk in Illinois al capitano James White. White diede a Quashquame "un piccolo 'sku-ti-apo' [liquore] e duemila stai di mais" per la terra che in seguito divenne Nauvoo (Illinois). Questa vendita fece infuriare Falco Nero ed altri Sauk che avrebbero voluto mantenere le terre in Illinois.
Quando Quashquame fu sostituito dal genero Taimah come capo Sauk su pressione statunitense, la sua posizione perse importanza a favore di quella di Falco Nero. Quando Caleb Atwater scrisse della sua visita a Quashquame nel 1829, lo dipinse come debole, più interessato ad arte e letteratura che alla politica, ma ancora alla ricerca della soluzione diplomatica al conflitto. Nell'estate del 1830 Falco Nero iniziò le incursioni nel territorio conteso dell'Illinois, che alla fine portò alla guerra di Falco Nero.
Il rivale storico di Falco Nero era Keokuk, un capo di guerra Sauk molto stimato dal governo statunitense. Gli ufficiali lo ritenevano calmo e ragionevole, votato alla negoziazione, a differenza di Falco Nero. Falco Nero disprezzava Keokuk, e lo considerava un codardo egoista, arrivando anche a minacciarlo di morte per il fatto di non difendere Saukenuk. Dopo la guerra di Falco Nero gli ufficiali statunitensi nominarono Keokuk principale capo Sauk, e trattarono solo con lui.

## Ultimi giorni

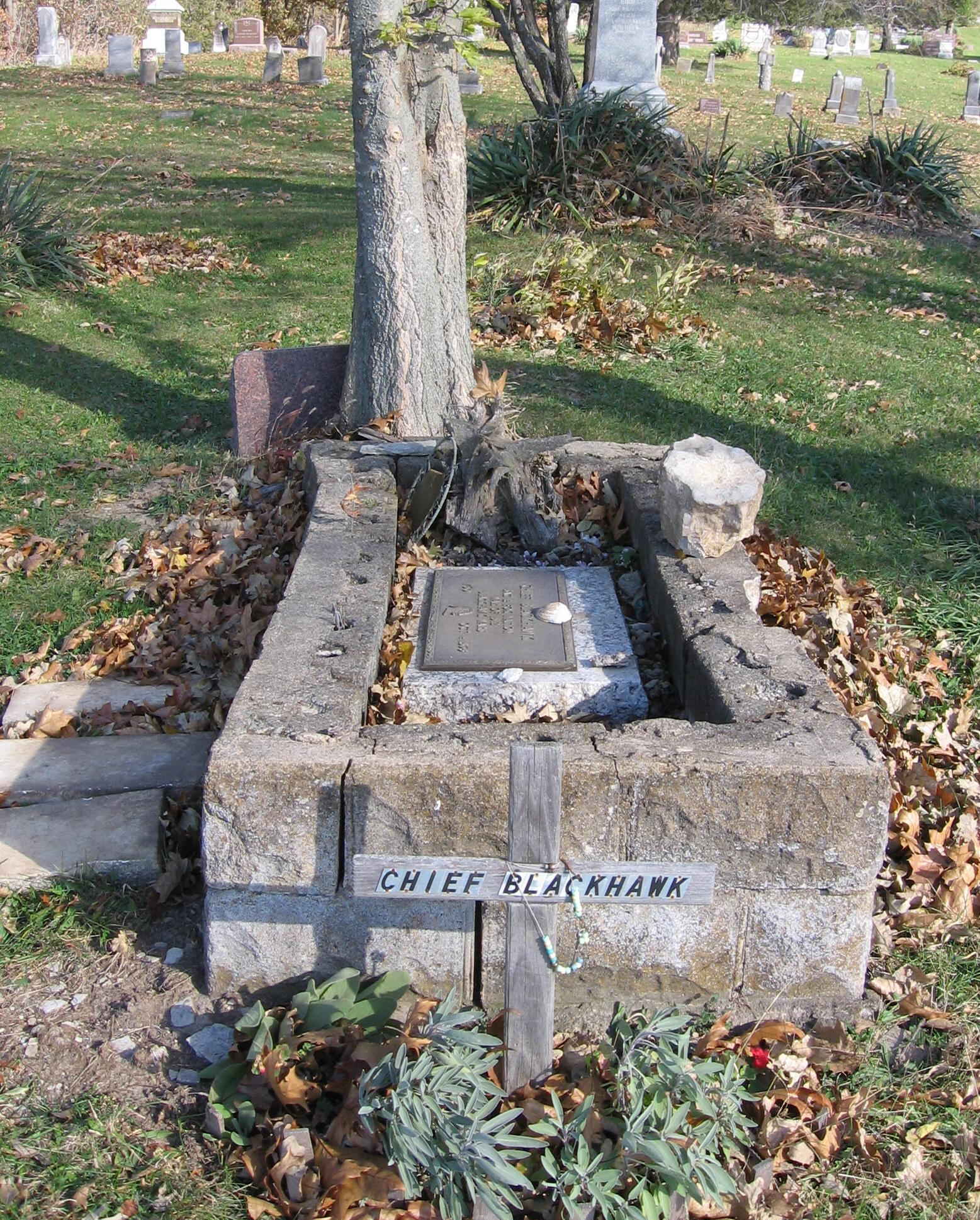
Tomba putativa di Falco Nero al cimitero di Iowaville. Vi sono racconti differenti su quel che successe alle sue spoglie

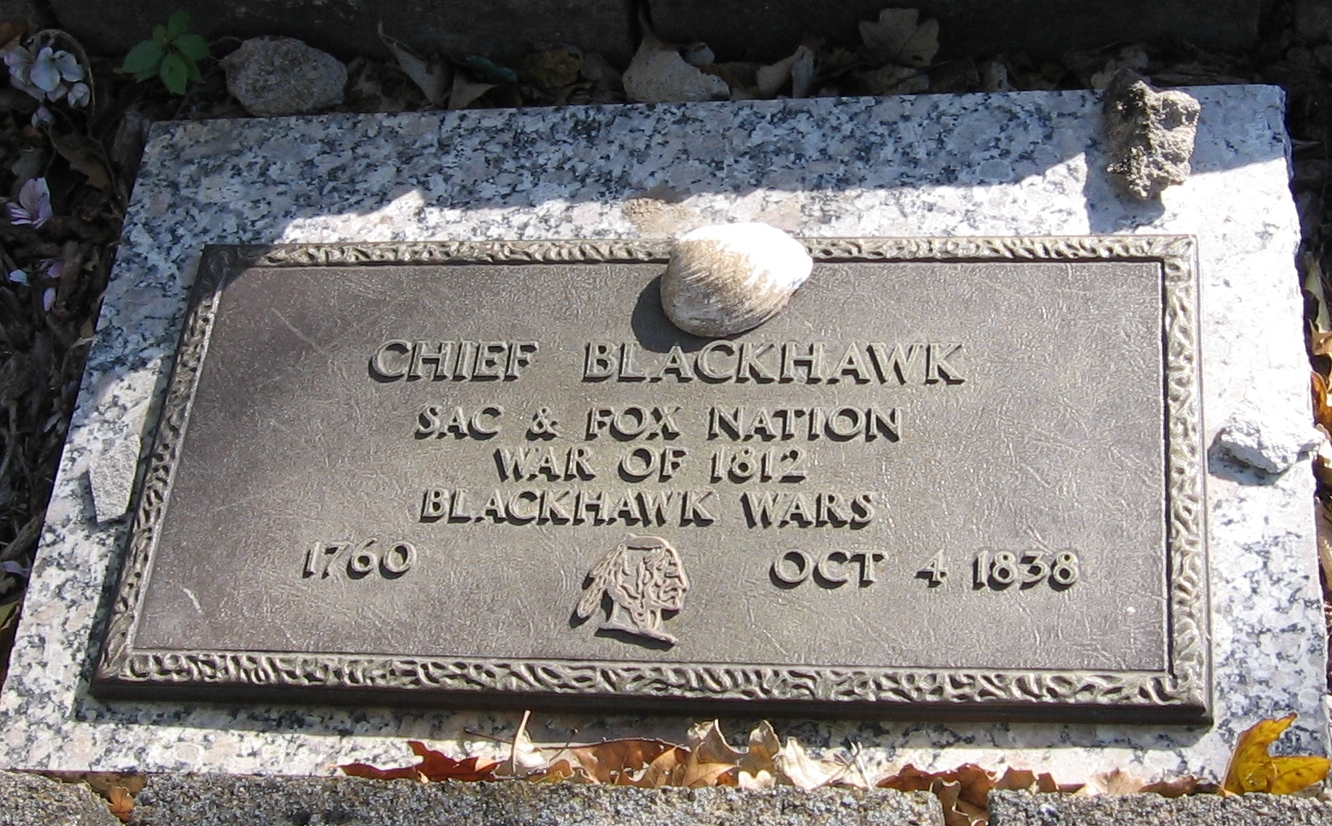
Targa commemorativa di Falco Nero presso il cimitero di Iowaville

Dopo il giro nell'est, Falco Nero visse con i Sauk prima lungo il fiume Iowa e poi lungo il Des Moines nei pressi di Iowaville, in quello che oggi e l'Iowa sudorientale. Alla fine della sua vita cercò di riconciliarsi con coloni americani e con i rivali Sauk, compreso Keokuk.
In una lettera del 1838 indirizzata a Fort Madison l'anno della sua morte scrisse:
Rock River è un bel paese. Mi piacciono le mie città, i miei campi di grano e la casa del mio popolo. Ho combattuto per questo. Ora è vostro. Tenetelo come abbiamo fatto noi— vi darà buoni raccolti.
Ringrazio il Grande Spirito che sono ora amico dei miei confratelli bianchi. Siamo qui insieme, abbiamo mangiato insieme; siamo amici; è il vostro ed il mio desiderio. Vi ringrazio per la vostra amicizia.
Un tempo ero un grande guerriero; ora sono povero. Keokuk è stato la causa della mia situazione attuale; ma non odio per questo. Ora sono vecchio. Ho guardato il Mississippi da quando ero bambino. Amo questo grande fiume. Ho abitato le sue rive da quando ero infante. Lo guardo ora. Vi stringo la mano, ed il mio desiderio è che siate miei amici.»
(--Lettera di Falco Nero, 4 luglio 1838, a Fort Madison.)
Falco Nero morì il 3 ottobre 1838 dopo due settimane di malattia. Fu sepolto nella fattoria dell'amico James Jordan sulla riva settentrionale del fiume Des Moines nella Contea di Davis.
Nel luglio 1839 i suoi resti furono rubati da James Turner, il quale ne preparò lo scheletro per un'esibizione. I figli di Falco Nero, Nashashuk e Gamesett, andarono dal governatore Robert Lucas del territorio dell'Iowa, il quale usò la propria influenza per riottenere le ossa riportandole nel suo ufficio a Burlington. Col permesso dei figli di Falco Nero, i resti furono mantenuti presso la Burlington Geological and Historical Society. Quando l'edificio che ospitava la Society fu raso al suolo da un incendio nel 1855, i resti di Falco Nero furono distrutti.
Secondo una storia alternativa il governatore Lucas diede le ossa di Falco Nero a Enos Lowe, un medico di Burlington, il quale le avrebbe lasciate al suo collega, il dottor McLaurens. Dopo il trasferimento di McLaurens in California, gli operai dissero di aver trovato delle ossa in casa sua. Le seppellirono in una tomba nel cimitero di Aspen Grove a Burlington.
C'è una tomba a lui dedicata nel cimitero di Iowaville sulla collina sul fiume, anche se non si sa se contiene veramente i suoi resti.

## Retaggio

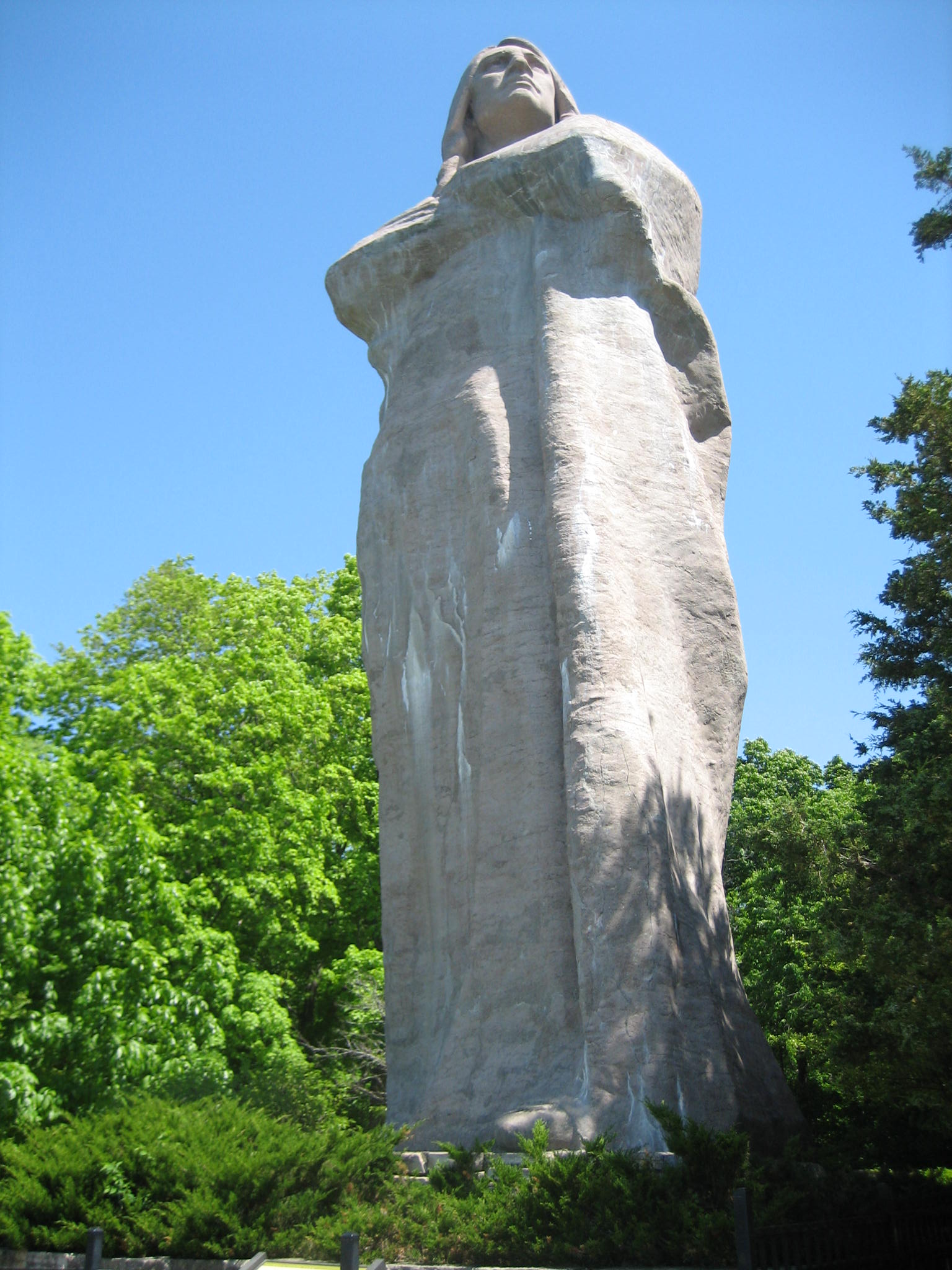
L'eterno indiano, scultura di Lorado Taft ispirata a Falco Nero.

- Tramite l'interprete Antoine LeClair, Falco Nero dettò un'autobiografia intitolata Vita di Ma-ka-tai-me-she-kia-kiak (o Vita di Falco Nero), pubblicata originariamente nel 1833.[43]
- Una scultura di Lorado Taft domina il Rock River ad Oregon (Illinois). Intitolata L'eterno indiano, questa statua è comunemente nota come statua di Falco Nero.[44] In tempi moderni Falco Nero è considerato un eroe tragico ed esistono in sua memoria numerose commemorazioni.[13] Si tratta soprattutto di eponimi; molte strade, squadre sportive e scuole prendono il nome da Falco Nero (Black Hawk in inglese). Delle molte guerre combattute nella storia degli Stati Uniti, la guerra di Falco Nero è una delle poche a prendere il nome di una persona.[45]
- Secondo una famosa leggenda, il vincitore della medaglia d'oro olimpica Jim Thorpe sarebbe un discendente di Falco Nero.[46]
- Lo spiritualista e medium afroamericano del Wisconsin Leafy Anderson sostenne che Falco Nero fu uno dei suoi principali spiriti guida.[47][48][49]

## Esempi di eponimi
Tra le varie cose che hanno preso il nome di Falco Nero si ricordano: 
- La Contea di Black Hawk nell'Iowa
- Il Black Hawk Bridge tra l'Iowa ed il Wisconsin
- La nave statunitense USS Black Hawk.
- I Chicago Blackhawks della National Hockey League